# Boveycantharis hetitica
Boveycantharis hetitica es una especie de coleóptero de la familia Cantharidae.

## Distribución geográfica
Habita en Turquía.